# 214 ق م
214 ق م أو 214 قبل الميلاد هي سنة من العقد 21 ق م في التقويم اليولياني البروليبتي (التقويم الميلادي). تسبقها سنة 215 ق م وتليها سنة 213 ق م.

## أحداث
- معركة بنفنتوم الأولى

### قرطاج
قرطاج تقنع سرقوسة بالتمرد على روما وعقد تحالف مع قرطاج.

### الإمبراطورية الرومانية
- فيالق رومانية بقيادة تيبيريوس سامبرونيوس غراكوس الثاني يهزم قوات هانو القرطاجية في معركة بنفنتو، مما أدى إلى حرمان حنبعل من التعزيزات الضرورية.
- الجنرال الروماني ماركوس كلاوديوس مارسيلوس والذي كان في صقلية وقت نشوب تمرد سرقوسة، يقود جيشا يجتاح به ليونتيني ويحاصر سرقوسة. ويستطيع أهل سرقوسة التصدي له عن طريق البحر بمساعدة أفكار واختراعات أرخميدس.
- الرقباء الرومانيون فوبليوس فوريوس فيلوس وماركوس أتيليوس رغولوس، يدينون ويجردون من الرتب مجموعتين من الرومان ذوي الرتب العالية، بمن فيهم نواب في مجلس الشيوخ وفرسان. المجموعة الأولى هم الجنود الذين أسرتهم قوات حنبعل في معركة كاناي، وعادوا كرهائن قرطاجيين يتوسلون لأجل دفع الفدية لهم ولزملائهم المسجونين، والذين رفضوا العودة إلى الأسر القرطاجي عندما رفض رفض مجلس الشيوخ دفع الفدية لهم. والمجموعة الثانية هم الرومان الذين أرادوا الاستسلام للقرطاجيين بعد معركة كاناي، أو خططوا للهرب من روما وعرض خدماتهم في اليونان ومصر وآسيا الصغرى.

### اليونان
- فيليب الخامس ملك مقدونيا يحاول غزو إيليريا عن طريق البحر بأسطول من 120 سفينة. ويستولي على أوريكوم ويبحر في اتجاه نهر آيوس ويحاصر مدينة أبولونيا.
- بعد تلقي رسالة من أوريكوم عن أفعال فيليب الخامس في إيليريا، يقوم ماركوس فاليريوس لافينوس  - الحاكم الروماني البديل – بعبور البحر الأدرياتيكي بأسطوله وجيشه. ويرسو عند أوريكوم ويستردها بسهولة.
- لافينوس يرسل 2000 رجل بقيادة كوينتوس نافيوس كريستا إلى أبولونيا. ويلتقي بقوات فيليب الخامس بالصدفة فيدور حول معسكرهم. ويستطيع فيليب الهرب عائدا إلى مقدونيا، بعد إحراق أسطوله وترك آلاف من جنوده قتلى أو أسرى لدى الرومان.

### آسيا
- تأسيس مدينة بانيو ( مدينة غوانزو الحالية أو كانتون).
- الإمبراطور الصيني تشين شي هوانج يأمر الجنرال رين شياو بقيادة قوات قدرها 200000 جندي لغزو الممالك في المناطق الموجودة حاليا في شمال فييتنام.
- جيوش تشين تهزم جيشا قوامه 300000 من فرسان قبائل شيونغنو والهون، وتوسع أراضيها على طول حوض النهر الأصفر.

## مواليد
- كارنياديس

## وفيات
- الإمبراطور كوريه.
- هيرونيموس - ملك وطاغية سرقوسة وحفيد هيرو الثاني. (اغتيل).
- ديمتريوس ملك فاروس – حاكم إيليريا.

## كتب
- Yves Denis Papin (1998). Chronologie de l'histoire ancienne. Lieu de publication non identifié: Éditions Jean-paul Gisserot. ISBN:2-87747-346-5. OCLC:40746926. مؤرشف من الأصل في 2022-03-16.
- أحمد محمد عوف (2000)، موسوعة حضارة العالم، QID:Q12246226

## وصلات خارجية
- صفحة السنة على موقع onthisday.com
- سنة 214 ق م على موقع المكتبة الوطنية الفرنسية